# Зарбалиев, Садыг Сирадж оглы
Садыг Сирадж оглы Зарбалиев (азерб. Sadıq Sirac oğlu Zərbəliyev; род. 11 апреля 1951, Кюрдамирский район) — исполнитель на гоша нагаре. Народный артист Азербайджана (1998).

## Биография
Родился 11 апреля 1951 года в Кюрдамирском районе Азербайджанской ССР в семье музыканта, исполнителя на духовых инструментах.
С детства играл на гоша нагаре. С 1958 года участвовал в художественной самодеятельности. Вернувшись в 1973 году из армии, продолжил творческую деятельность. Привлек внимание профессиональных музыкантов, в частности гармониста Автандила Исрафилова. По их приглашению в 1974 году приехал в Баку. 
С 1974 года — солист ансамбля народных инструментов «Араз» под руководством Баба Салахова. 
С 1975 года аккомпанировал народной артистке СССР Зейнаб Ханларовой. С 1980 года — солист ансамбля народных инструментов под ее руководством.
Снискал популярность благодаря виртуозной игре на гоша нагаре. Успешно применяет особые приемы и мастерские владеет техникой игры на инструменте. Гастролировал в составе разных ансамблей в США, Японии, Германии, Дании, Афганистане, Йемене и других странах.

## Награды
- Народный артист Азербайджана (1998)
- Персональная пенсия Президента Азербайджанской Республики (2005)[1]